# Kersten Geers
Kersten Geers (* 1975 in Gent) ist ein belgischer Architekt und Akademieprofessor.

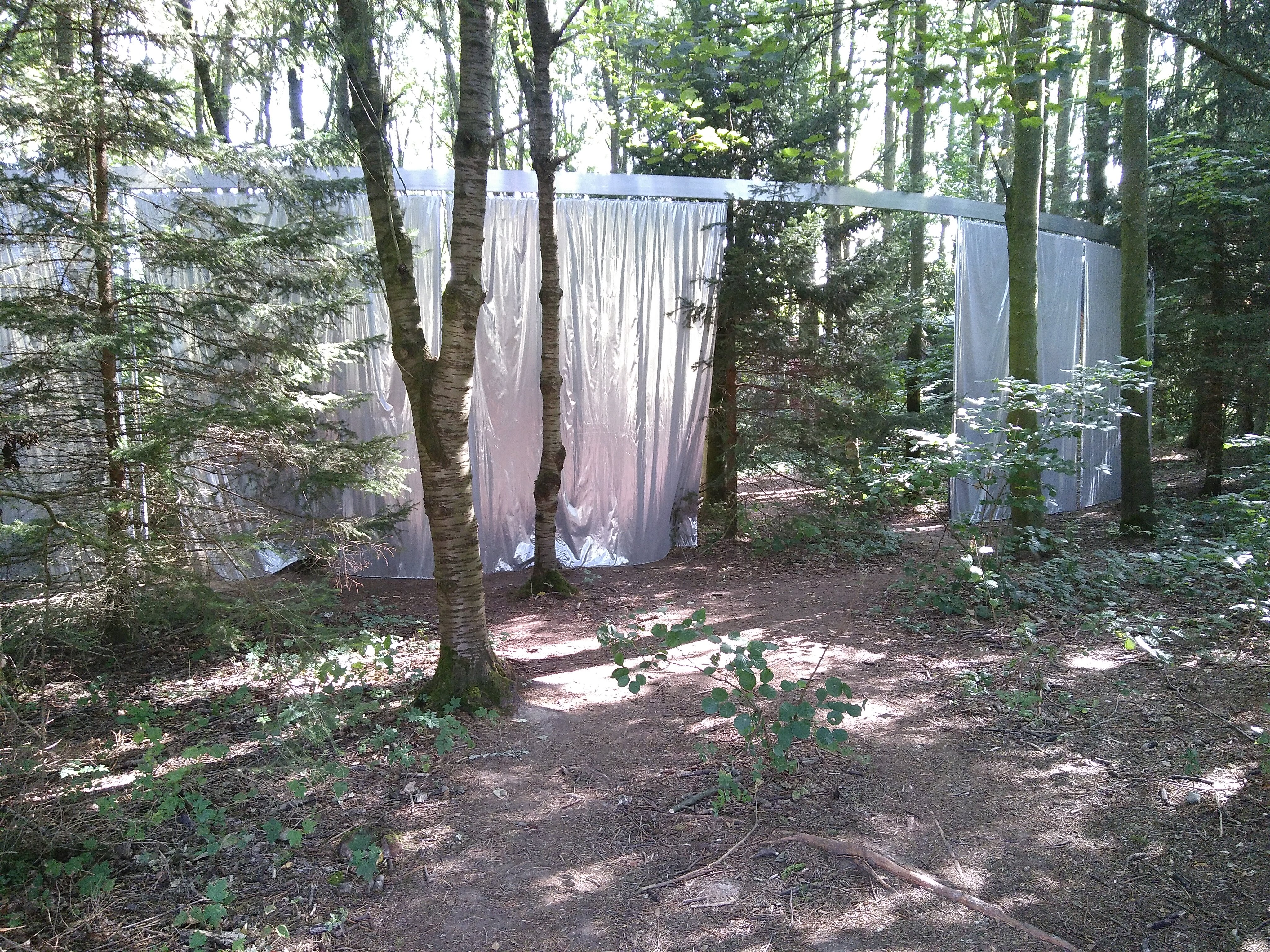
Modell für einen Turm, Dilbeek

## Werdegang
Kersten Geers studierte Architektur an der Universität Gent und der ETSAM Madrid. Er arbeitete bei Maxwan Architects and Urbanists und bei Neutelings Riedijk Architects in Rotterdam. 2002 gründete er zusammen mit David Van Severen OFFICE KGDVS. Er lehrte am Berlage Institute in Rotterdam, AHO Oslo, Columbia University GSAPP, Yale School of Architecture, Porto Academy und der EPF Lausanne. 2012 schrieb er in Abitare einen Beitrag über das Schulhaus Grono von Raphael Zuber. Aktuell lehrt Geers als Professor an der Accademia di Architettura di Mendrisio und leitet zusammen mit David Van Severen den Kenzo Tange-Chair an der Harvard University Graduate School Of Design. Er lehrte an verschiedenen Universitäten mit Andrea Zanderigo.
Er war Mitgründer und Redakteur der Architekturzeitschrift San Rocco.

## Bauten OFFICE KGDVS

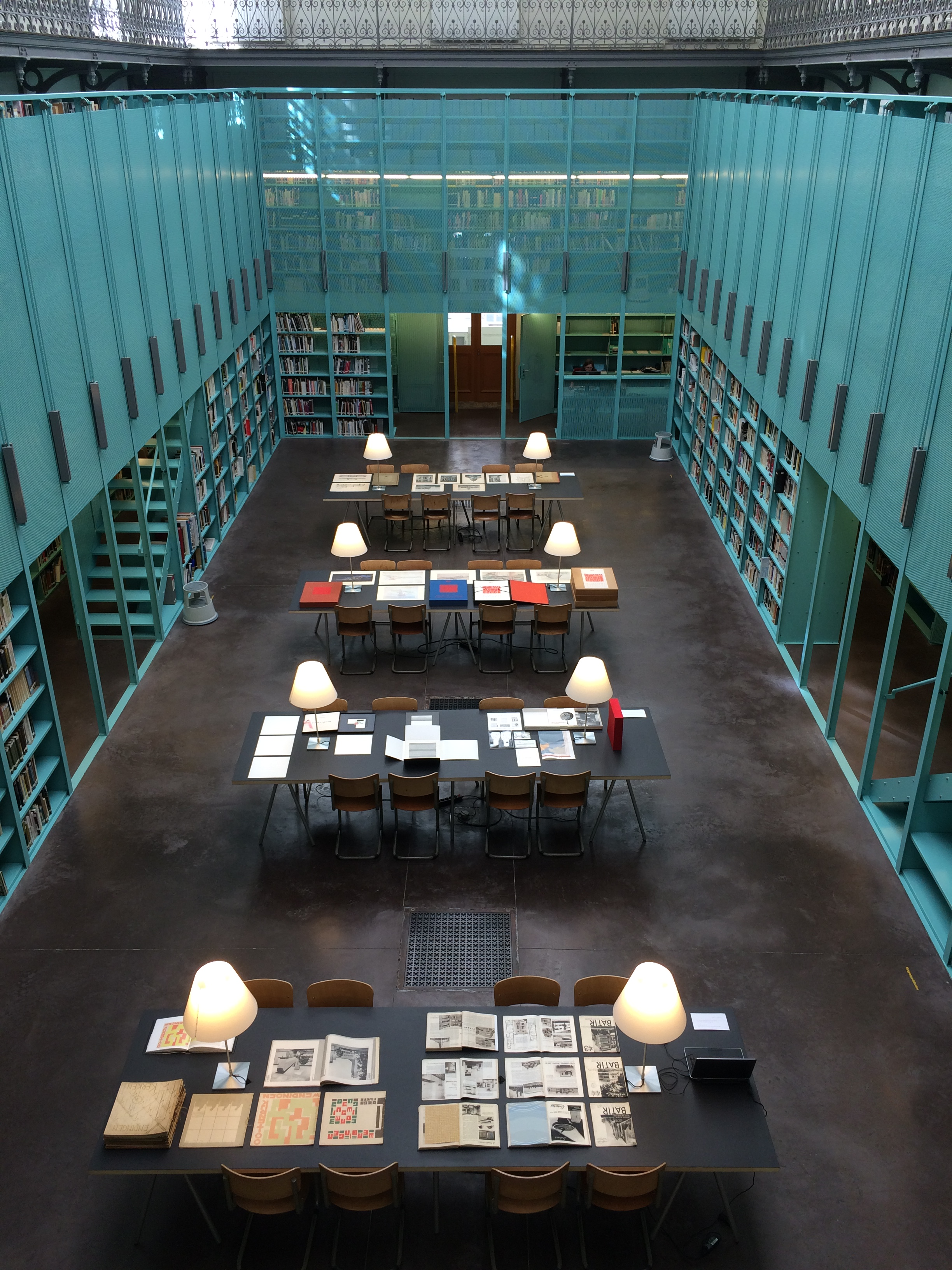
Architekturbibliothek der Universität Gent

Die Bauten von OFFICE KGDVS wurden von Mikael Olsson und Bas Princen fotografiert.
- 2007–2009: Kortrijk XPO, Ausstellungs- und Messegebäude in Kortrijk, Belgien, mit Bas Smets
  - 2011: Nominierung für den Mies-van-der-Rohe-Preis
- 2007–2009: Computer Shop, Wohn- und Geschäftsgebäude in Tielt, Belgien
  - 2013: Gewinner des belgischen Preises für Architektur & Energie in der Kategorie "non-residential"
- 2008–2011: Villa Voka, Bürogebäude der Wirtschaftskammer West-Flanderns, Kortrijk[6]
  - 2011: Nominierung für den Mies-van-der-Rohe-Preis
  - 2012: Gewinner des Belgischen Architekturpreises
- 2007–2012: Villa, Buggenhout
- 2008–2012: Stadtvilla, Brüssel mit Bas Smets
- 2009–2012: Wochenendhaus, Merchtem
- 2011–2013: Trocknungshalle, Hulshout
- 2011–2013: Gartenpavillons, Sharjah mit Yuko Hasegawa
- 2010–2014: Architekturbibliothek der Universität Gent
- 2011–2015: Landwirtschaftsschule, Leuven
- 2011–2015: Haus, Linkebeek
- 2013–2016: Inkubator, Waregem
- 2012–2017: Kulturzentrum, Riffa-Muharraq[7]
- 2012–2017: Solo House, Matarraña
- 2017–2019: Kunstgalerie, Antwerpen mit Bas Smets
- 2014–2020: Bürogebäude, Kortrijk
- 2017–2020: Tondo, Brüssel mit Bollinger + Grohmann[8]
- 2018–2021: Künstleratelier, Brüssel
- 2012–2021: Platzgestaltung entlang des Pearling Path mit Bas Smets
- 2014–2021: Krematorium, Ostend mit Bas Smets
- 2014–2021: Wohnkomplex, Paris
- 2019–2021: Gartenmöbel für Skogskyrkogården mit Studio näv, Artek
- 2018–2022: Brauerei, Brüssel
- 2019–2022: Bürogebäude, Brüssel
- 2017–2023: Bibliothek, Sint-Martens-Latem
- 2018–2023: Haus 4, Brussels
- 2019–2023: Wall house, Gent

## Preise
- 2010: Silberner Löwe für Gartenpavillon mit Bas Princen auf der 12. Architekturbiennale Venedig[9]
- 2014: Erwähnung – Philippe Rotthier European Prize for Architecture für Trockenhalle für Topfpflanzen, Herselt
- 2016: Berliner Kunstpreis[10]
- 2019: Shortlist – Mies van der Rohe Preis für Solo House, Matarraña[11]
- 2020: Nominierung – Swiss Architectural Award
- 2021: Aga Khan Award for Architecture für Platzgestaltungen entlang des Pearling Path und Kulturzentrum

## Ausstellungen
- 2006, 2008, 2010, 2012, 2016: Architekturbiennale Venedig
- 2015: Chicago Architecture Biennial

## Ehemalige Assistenten
- 2013–2018: Dries Rodet

## Bücher
- OFFICE Kersten Geers David Van Severen. Seven Rooms. Hatje Cantz, 2009
- a+u 2019: 12
- 2G N.63 – OFFICE Kersten Geers David Van Severen. Walther König Verlag, Köln 2012
- El Croquis 185 OFFICE Kersten Geers David Van Severen 2003–2016
- mit Jelena Pančevac und Andrea Zanderigo (Hg.): The difficult whole. A Reference Book on Robert Venturi, John Rauch and Denise Scott Brown. Park Books, Zürich 2016 mit Fotografien von Bas Princen